# سن میگل، شهرستان سن لوییز اوبیسپو، کالیفرنیا
سن میگل (به انگلیسی: San Miguel) یک منطقهٔ مسکونی در ایالات متحده آمریکا است که در شهرستان سن لوییز اوبیسپو، کالیفرنیا واقع شده‌است. سن میگل ۴٫۴۱۶ کیلومتر مربع مساحت و ۲٬۳۳۶ نفر جمعیت دارد و ۱۹۴ متر بالاتر از سطح دریا واقع شده‌است.